# Хилл-Льюис, Джордин
Джордин Хилл-Льюис (род. 31 декабря 1986, Плеттенберг-Бей, Западно-Капская провинция) — южноафриканский политик, член Демократического  альянса, мэр Кейптауна с 18 ноября 2021

## Биография
Джордин Хилл-Льюис родился в Плеттенберг-Бэй в Капской провинции. Его семья переехала в Кейптаун, когда он был ребёнком. Он учился в средней школе Эджмид и получил степень бакалавра коммерции с отличием в области политики, философии и экономики Кейптаунского университета. В Лондонском университете он получил степень магистра экономической политики.

## Мэр Кейпатуна
18 ноября 2021 года городской совет провел свое первое заседание после выборов, на котором Хилл-Льюис был избран и приведен к присяге мэром. Хилл-Льюис был избран мэром, набрав 141 голос из 224. Нолутандо Макаси от АНК получил 46 голосов, в то время как Джек Миллер от Партии независимости Кейптауна получил только два голоса. Было 20 воздержавшихся и 15 испорченных бюллетеней. В свои 34 года он является вторым самым молодым мэром в истории города после Дэвида Граафа (1891–1892). В свой первый день в должности он проинспектировал проблемы с канализацией в Хайелитше и Фениксе.
Хилл-Льюис был избран заместителем руководителя Западно-Капской провинции на съезде партии 11 ноября 2023 года.